# Jaqebmu
Jaqebmu (nach anderer Lesart Jakab’am) war ein altägyptischer Kleinkönig der Hyksos-Zeit in der 16. Dynastie. Er ist bisher nur durch Skarabäen belegt. Sein Eigenname ist semitischer Herkunft; die Zuweisung des Thronnamens Sechaenre an Jaqebmu durch William A. Ward ist unsicher, da sie nur aufgrund typologischer Ähnlichkeiten zwischen Skarabäen mit diesen beiden Namen erfolgte.